# Прощалыкин, Алексей Семёнович
Алексей Семёнович Прощалыкин (1886—1963) — шахтер, хозяйственный работник, Герой Социалистического Труда (1948).

## Биография
Родился в 1886 г. в с. Малевка Богородицкого уезда Тульской губернии. Работу на шахтах Подмосковного угольного бассейна начал в 1910 году вагонщиком на шахте у графа Бобринского. В 1919 году работал низовым десятником. В 1935 году — помощником инженера шахты № 58, с 1938 года начальник Малевского рудоуправления. Руководил строительством многих шахт. После изгнания немецких войск продолжал новое строительство и вел восстановление разрушенных угледобывающих предприятий. Избирался депутатом Верховного Совета РСФСР. Последние годы работал заведующий шахтоуправления № № 58, 49,40,56. Умер 10 ноября 1963 г.

## Награды
- Медаль «Серп и Молот»;
- Два ордена Ленина;
- Орден «Знак Почёта»;
- Медали.